# آستریکس (ماهواره)
آستریکس یا A-1 اولین ماهواره فرانسوی است. این ماهواره در ۲۶ نوامبر ۱۹۶۵ توسط یک موشک دیامانت از سایت پرتاب سی‌اس در هاماگوییر، الجزایر پرتاب شد. با آستریکس، فرانسه ششمین کشوری بود که ماهواره مصنوعی داشت و سومین کشوری بود که ماهواره را با موشک خود پرتاب کرد. هدف اصلی آن آزمایش پرتابگر دیامانت بود، اگرچه برای مطالعه یونوسفر نیز طراحی شده بود. آستریکس از دسامبر ۲۰۲۰ به دور زمین می‌چرخد و انتظار می‌رود قرن‌ها چنین باشد.